# Regionalwahl in Apulien 1975
Die Regionalwahl in Apulien 1975 fand am 15. und 16. Juni statt.

## Wahlergebnis
| Listen            | Listen                                        | Stimmen   | %    | Mandate |
| ----------------- | --------------------------------------------- | --------- | ---- | ------- |
|                   | Democrazia Cristiana                          | 834.234   | 39,2 | 21      |
|                   | Partito Comunista Italiano                    | 607.004   | 28,6 | 15      |
|                   | Partito Socialista Italiano                   | 252.487   | 11,9 | 5       |
|                   | Movimento Sociale Italiano – Destra Nazionale | 228.875   | 10,8 | 5       |
|                   | Partito Socialista Democratico Italiano       | 99.949    | 4,7  | 2       |
|                   | Partito Repubblicano Italiano                 | 48.860    | 2,3  | 1       |
|                   | Partito Liberale Italiano                     | 35.708    | 1,7  | 1       |
|                   | Unità Popolare                                | 16.595    | 0,8  | –       |
|                   | Unabhängigen                                  | 2.068     | 0,1  | –       |
| Gesamt            | Gesamt                                        | 2.125.780 | 100  | 50      |
|                   |                                               |           |      |         |
| Ungültige Stimmen | Ungültige Stimmen                             | 98.794    | 4,4  |         |
| Wähler            | Wähler                                        | 2.224.574 | 89,4 |         |
| Wahlberechtigte   | Wahlberechtigte                               | 2.488.231 |      |         |